# Thoraise
Thoraise település Franciaországban, Doubs megyében. Lakosainak száma 336 fő (2022. január 1.). Thoraise Grandfontaine, Boussières, Busy, Montferrand-le-Château, Rancenay, Torpes és Vorges-les-Pins községekkel határos.

## Népesség
A település népessége az elmúlt években az alábbi módon változott:
| Lakosok száma | 165  | 189  | 249  | 280  | 315  | 353  | 362  | 348  | 341  | 336  |
|               | 1968 | 1982 | 1990 | 2006 | 2013 | 2015 | 2017 | 2019 | 2020 | 2022 |